# عبدالکریم گراوند
عبدالکریم گراوند (زاده ۱۳۴۳ کوهدشت، استان لرستان) سیاستمدار و مدیر ارشد ایرانی است که در دولت دوازدهم به عنوان استاندار بوشهر فعالیت می‌کرد. معاونت سیاسی امنیتی استانداری بوشهر، معاونت مدیرکل سیاسی وزارت کشور در دولت یازدهم، فرمانداری شهرستان ایلام، مدیرکل سیاسی انتظامی استانداری ایلام، فرمانداری شهرستان دهلران، فرمانداری شهرستان ایوان در دولت اصلاحات بخشی از سوابق اجرایی گراوند می‌باشد.گراوند از نیروهای بسیجی و سربازان جنگ ایران عراق است که تجربه‌های مدیریتی خود را از جوانی آغاز نمود و پله پله تا وزارت کشور پیش رفته است.

## وزارت کشور

### استانداری بوشهر
عبدالکریم گراوند پس از انتصاب مصطفی سالاری به عنوان استاندار گیلان با حکم عبدالرضا رحمانی فضلی، وزیر کشور وقت به عنوان سرپرست استانداری بوشهر منصوب شد و سپس با گرفتن رای اعتماد هیئت دولت به عنوان استاندار منصوب شد.

### معاون سیاسی امنیتی استاندار بوشهر
در اواسط دولت یازدهم، گراوند با پیشنهاد مصطفی سالاری استاندار پیشین بوشهر و با حکم عبدالرضا رحمانی فضلی به عنوان معاونت سیاسی امنیتی انتظامی استانداری بوشهر منصوب شد.

### معاون مدیرکل سیاسی وزارت کشور
با آغاز فعالیت دولت یازدهم گراوند با حکم عبدالرضا رحمانی فضلی وزیر کشور وقت به عنوان معاون مدیرکل سیاسی وزارت کشور انتخاب شد که در این دوره مصاحبهٔ فرمانداران توسط ایشان صورت می‌گرفت.

## دیگر سوابق اجرایی
1. فرماندار شهرستان ایلام
2. مدیر کل سیاسی انتظامی استانداری ایلام
3. فرماندار شهرستان دهلران
4. فرماندار شهرستان ایوان